# Aeroportul Paloich
Aeroportul Paloich (IATA: HGI, ICAO: HSFA) este un aeroport din Statul Nilul Superior, Sudanul de Sud ce deservește zona Palogue oil field⁠(d).
Situat la o altitudine de 387 m, aeroportul dispune de 1 pistă.

## Infrastructură

### Piste
Aeroportul dispune de o singură pistă. Pista are orientarea 01/19. 